# Списак побједника Ђиро д’Италије
Списак побједника Ђиро д’Италије представља списак возача који су освојили Ђиро д’Италију, друмску бициклистичку трку која се углавном одржава у мају у Италији и земљама у окружењу. Основана је 1909. од стране часописа La Gazzetta dello Sport и једна је од три гранд тур трке, поред Тур де Франса и Вуелта а Еспање. Трка углавном има око 3.500 километара, вози се кроз Италију и државе у окружењу, као што је Француска, док је једном ишла и ван Европе, када су три етапе вожене у Израелу. Трка је испрекидана дневним сегментима који се зову етапе; времена на крају сваке етапе се рачунају и одређују побједника на крају Ђира. Рута је другачија сваке године, али се последња етапа често вози у Милану; обично је спринтерска етапа на којој се прославља крај трке, али је некада и хронометар.
Возач са најбољим временом на крају сваке етапе је лидер генералног пласмана и побједник на крају трке, а од 1931. носи розе мајицу.
Алфредо Бинда, Фаусто Копи и Еди Меркс су освојили Ђиро рекордних пет пута. Копи је најмлађи побједник са 20 година и 158 дана када је освојио 1940. године, а најстарији побједник је Фјоренцо Мањи, који је 1955. освојио Ђиро са 34 године и 180 дана. Највећа просјечна брзина остварена је 1983. када је Ђузепе Сарони освојио трку са просјечном брзином од 38,937 km/h. Највише побједа остварили су Италијани, укупно 68, Белгијанци седам, а Французи шест.

## Историја
Године 1909. часопис La Gazzetta dello Sport покренуо је Ђиро д’Италију, инспирисани успјехом који је постигао Тур де Франс, који је покренут 1903. Први Ђиро је освојио Луиђи Гана, а затим је Карло Галети освојио два заредом. Године 1912. није било индивидуалне класификације, већ само тимске; Ђиро је освојио тим Атала, за који су возили Ђовани Микелото, Карло Галети и Еберардо Павези. Године 1914. систем по коме је одлучиван побједник је промијењен и умјесто дотадашњег система по поенима, уведено је рачунање оствареног времена; на крају сваке етапе, возачи добијају вријеме када пређу линију циља и оно се сабира са временом оствареним на претходним етапама, а возач са најмањим временом на крају трке (возач коме је требало најмање времена да одвезе укупну дужину) је побједник трке. Ђиро се није одржавао четири године током трајања Првог свјетског рата, а први послијератни побједник био је Костанте Ђирарденго 1919.
Почетком 1920-их Ђовани Брунеро је освојио два пута заредом, а затим је Ђирарденго освојио трку по други пут 1923. Алфредо Бинда је први Ђиро освојио 1925. а затим је Брунеро 1926. освојио по трећи пут. Бинда је 1927. освојио трку други пут, побиједивши на 12 од 15 етапа, док је на Ђиру 1929. побиједио на осам етапа заредом освојивши трку по четврти пут. Године 1930. Бинди је понуђено 22.000 лира да пропусти Ђиро, што је прихватио. Луиђи Маркизио, Франческо Камусо и Антонио Пезенти су освојили по једном, након чега је Бинда 1933. освојио пети пут. Ђино Бартали је током 1930-их освојио Ђиро два пута заредом, 1936. и 1937, након чега је Ђовани Валети освојио два пута заредом. Године 1940. Фаусто Копи је освојио испред Барталија, поставши најмлађи побједник у историји трке.
Ривалство између Барталија и Копија порасло је након Другог свјетског рата. Бартали је свој последњи Ђиро освојио 1946. док је Копи освојио још четири пута након Барталија, а 1949. постао је први возач који је освојио Ђиро и Тур де Франс у истој години, након чега је то остварио и 1952. Швајцарац Хуго Коблет освојио је Ђиро 1950. и тако постао први не-италијански побједник Ђира, с обзиром на то да је први побједник Ђира који није рођен у Италији Ђузепе Енричи који је рођен у Питсбургу, али је имао италијанско држављанство. Шарли Гол и Фјоренцо Мањи су освојили Ђиро по двапут током педесетих, док је Жак Анкетил освојио двапут током 1960-их, а 1964. је освојио Ђиро и Тур, поставши други возач који је то остварио. Франко Балмамион је освојио такође два пута током 1960-их, док је Феличе Ђимонди освојио свој први Ђиро 1967.
Еди Меркс је освојио први Ђиро 1968. а затим је Ђимонди освојио по други пут 1969. а Меркс је 1970. освојио Ђиро и Тур поставши трећи возач који је то постигао. Геста Петерсон је освојио 1971. поставши први шведски побједник неке гранд тур трке, након чега је Меркс освојио три пута заредом и изједначио рекорд Бинде и Копија. Током трке 1973. Меркс је био лидер од прве до последње етапе, што је прије њега остварио само Бинда 1927. Након што је освојио свој пети Ђиро 1974. Меркс је освојио и Тур де Франс и Свјетско првенство у друмској вожњи и постао први возач који је освојио троструку круну у бициклизму. Ђимонди је 1976. освојио по трећи пут, са 40 година, чиме је постао најстарији побједник трке. Бернар Ино је освојио Ђиро 1980. и тако постао први француски побједник након Анкетила 1964. након чега је освојио још два пута.
Стивен Роуч је освојио Ђиро 1987. у години у којој је касније освојио и Тур де Франс и Свјетско првенство у друмској вожњи, поставши други возач који је освојио троструку круну бициклизма. Американац Ендру Хампстен је освојио 1988. поставши тако први не-европски побједник Ђира. Лоран Фињон је освојио 1989. док је Мигел Индураин освојио два пута заредом, 1992. и 1993. када је такође освојио два пута и Тур де Франс. Године 1995. троструки побједник Вуелта а Еспање Тони Ромингер је освојио Ђиро по први пут, поставши први швајцарски побједник након Карла Клеричија 1954. Павел Тонков је освојио 1996. а Иван Готи 1997. након чега је Марко Пантани 1998. освојио Ђиро и Тур, поставши седми возач који је то остварио. Готи је 1999. освојио Ђиро по други пут, након чега је освојио Стефано Гарцели.
Ђилберто Симони је освојио 2001. године, Паоло Саволдели 2002. а затим Симони по други пут 2003. Дамијано Кунего је освојио 2004. Саволдели по други пут 2005. побиједивши Симонија за 28 секунди, а затим је Иван Басо освојио 2006. Данило ди Лука је освојио 2007. али је био међу возачима које су оптуживали за допинг. Алберто Контадор је освојио 2008. чиме је прекинуо низ Италијана од 11 побједа заредом. Денис Мењшов је освојио 2009. а Басо 2010. по други пут. Контадор је освојио 2011. по други пут, али му је побједа одузета 6. фебруара 2012. јер утврђено да је био позитиван на допинг тесту на кленбутерол током Тур де Франса 2010. а побједа је додијељена другопласираном, Микелеу Скарпонију. Претходно су резултати због допинга поништени Данилу ди Луки и Франку Пелицотију који су освојили друго и треће мјесто на Ђиру 2009. Такође, због допинга је Алесандру Петакију одузета побједа у класификацији по поенима 2006. Рајдер Хеседал је освојио 2012. побиједивши Хоакима Родригеза за 16 секунди и тако постао први канадски побједник Ђира. Винченцо Нибали је освојио 2013. док је Наиро Кинтана освојио 2014. испред Ригоберта Урана поставши први колумбијски и јужноамерички побједник Ђира.
Године 2015. Контадор је освојио по други пут, након чега је 2016. Нибали освојио по други пут, побиједивши Естебана Чавеза за 52 секунде, након што је претпоследњу етапу завршио минут и по испред Чавеза и узео розе мајицу од њега. Године 2017. Том Димулен је освојио, поставши први холандски побједник Ђира; освојио је 31 секунду испред Кинтане, надокнадивши заостатак на хронометру на последњој етапи. Крис Фрум је освојио 2018. 46 секунди испред Димулена, поставши први британски побједник; на етапи 19 напао је на 80 km до циља, надокнадивши заостатак од преко три минута и преузео је розе мајицу коју је сачувао до краја. Ричард Карапаз је освојио 2019. поставши први еквадорски побједник, док је Тео Гејган Харт освојио 2020. 39 секунди испред [[Џај Хиндли|Џаја Хиндлија; пред хронометар на последњој етапи, Гејган Харт и Хиндли су имали потпуно исто вријеме у генералном пласману. Еган Бернал је освојио 2021. након чега је Хиндли освојио 2022. поставши први аустралијски побједник Ђира. Примож Роглич је освојио 2023. поставши први словеначки побједник; побиједио је 14 секунди испред Герента Томаса, надокнадивши заостатак на хронометру на последњој етапи.
Године 2024. Тадеј Погачар је освојио трку девет минута и 56 секунди испред Данијела Мартинеза, што је била највећа разлика између побједника и другопласираног од 1965. Године 2025. Сајмон Јејтс је пред последњу брдску, етапу 20, био на трећем мјесту у генералном пласману, минут и 20 секунди иза Исака дел Тороа. На етапи 20, напао је на успону Коле дел Финестре, на око 40 km до циља, завршио је преко пет минута испред Дел Тороа и преузео је розе мајицу на истом успону на којем је изгубио мајицу од Фрума 2018. и освојио је Ђиро.

## Списак побједника
| dagger | Побједник класификације по поенима исте године                |
| *      | Побједник брдске класификације исте године                    |
| #      | Побједник класификације за најбољег младог возача исте године |
| ‡      | Побједник брдске и класификације по поенима исте године       |

| Година                        | Побједник                              | Екипа                     | Други                        | Трећи                     | Реф.    |
| ----------------------------- | -------------------------------------- | ------------------------- | ---------------------------- | ------------------------- | ------- |
| 2025.                         | Сајмон Јејтс                           | Визма—лејз а бајк         | Исак дел Торо                | Ричард Карапаз            | [ 46 ]  |
| 2024.                         | Тадеј Погачар*                         | УАЕ тим емирејтс          | Данијел Мартинез             | Герент Томас              | [ 47 ]  |
| 2023.                         | Примож Роглич                          | Јумбо—визма               | Герент Томас                 | Жоао Алмеида              | [ 48 ]  |
| 2022.                         | Џај Хиндли                             | Бора—ханзгро              | Ричард Карапаз               | Микел Ланда               | [ 49 ]  |
| 2021.                         | Еган Бернал#                           | Инеос—гренадирс           | Дамијано Карузо              | Сајмон Јејтс              | [ 50 ]  |
| 2020.                         | Тео Гејган Харт#                       | Инеос—гренадирс           | Џај Хиндли                   | Вилко Келдерман           | [ 51 ]  |
| 2019.                         | Ричард Карапаз                         | Мовистар                  | Винченцо Нибали              | Примож Роглич             | [ 52 ]  |
| 2018.                         | Крис Фрум*                             | Скај                      | Том Димулен                  | Мигел Анхел Лопез         | [ 53 ]  |
| 2017.                         | Том Димулен                            | Санвеб                    | Наиро Кинтана                | Винченцо Нибали           | [ 54 ]  |
| 2016.                         | Винченцо Нибали (2)                    | Астана                    | Естебан Чавез                | Алехандро Валверде        | [ 55 ]  |
| 2015.                         | Алберто Контадор (2)                   | Тинкоф—саксо              | Фабио Ару                    | Микел Ланда               | [ 56 ]  |
| 2014.                         | Наиро Кинтана#                         | Мовистар                  | Ригоберто Уран               | Фабио Ару                 | [ 57 ]  |
| 2013.                         | Винченцо Нибали                        | Астана                    | Ригоберто Уран               | Кадел Еванс               | [ 58 ]  |
| 2012.                         | Рајдер Хеседал                         | Гармин—баракуда           | Хоаким Родригез              | Томас де Гент             | [ 59 ]  |
| 2011.                         | Алберто Контадор (2) · Микеле Скарпони | Лампре—ИСД                | Винченцо Нибали              | Џон Гадре                 | [ 61 ]  |
| 2010.                         | Иван Басо (2)                          | Ликвигас—дојмо            | Метју Лојд                   | Кадел Еванс               | [ 62 ]  |
| 2009.                         | Денис Мењшов                           | Рабобанк                  | Данило ди Лука Карлос Састре | Франко Пелицоти Иван Басо | [ 64 ]  |
| 2008.                         | Алберто Контадор                       | Астана                    | Рикардо Рико                 | Марцио Брузегин           | [ 65 ]  |
| 2007.                         | Данило ди Лука                         | Ликвигас                  | Анди Шлек                    | Еди Мацолени              | [ 66 ]  |
| 2006.                         | Иван Басо                              | Тим ЦСЦ                   | Хосе Енрике Гутијерез        | Ђилберто Симони           | [ 67 ]  |
| 2005.                         | Паоло Саволдели (2)                    | Дискавери чанел           | Ђилберто Симони              | Хосе Рухано               | [ 68 ]  |
| 2004.                         | Дамијано Кунего                        | Саеко                     | Сергиј Гончар                | Ђилберто Симони           | [ 69 ]  |
| 2003.                         | Ђилберто Симони (2)                    | Саеко                     | Стефано Гарцели              | Јарослав Попович          | [ 70 ]  |
| 2002.                         | Паоло Саволдели                        | Индекс—алексија алуминијо | Тајлер Хамилтон              | Пјетро Каукјоли           | [ 71 ]  |
| 2001.                         | Ђилберто Симони                        | Лампре—даикин             | Абрахам Олано                | Унај Оса                  | [ 72 ]  |
| 2000.                         | Стефано Гарцели                        | Меркатоне уно—албаком     | Франческо Касагранде         | Ђилберто Симони           | [ 73 ]  |
| 1999.                         | Иван Готи (2)                          | Полти                     | Паоло Саволдели              | Ђилберто Симони           | [ 74 ]  |
| 1998.                         | Марко Пантани*                         | Меркатоне уно—бјанки      | Павел Тонков                 | Ђузепе Гверини            | [ 75 ]  |
| 1997.                         | Иван Готи                              | Саеко                     | Павел Тонков                 | Ђузепе Гверини            | [ 76 ]  |
| 1996.                         | Павел Тонков                           | Панарија—винавил          | Енрико Заина                 | Абрахам Олано             | [ 77 ]  |
| 1995.                         | Тони Ромингер                          | Мапеј—ГБ—латекско         | Евгениј Берзин               | Пјотр Угрјумов            | [ 78 ]  |
| 1994.                         | Евгениј Берзин#                        | Ђевис—Балан               | Марко Пантани                | Мигел Индураин            | [ 79 ]  |
| 1993.                         | Мигел Индураин (2)                     | Банесто                   | Пјотр Угрјумов               | Клаудио Кјапучи           | [ 80 ]  |
| 1992.                         | Мигел Индураин                         | Банесто                   | Клаудио Кјапучи              | Франко Кјочоли            | [ 81 ]  |
| 1991.                         | Франко Кјочоли                         | Дел тонго—МГ бојс         | Клаудио Кјапучи              | Масимилијано Лели         | [ 82 ]  |
| 1990.                         | Ђани Буњо                              | Шато д’Акс—салоти         | Шарли Моте                   | Марко Ђованети            | [ 83 ]  |
| 1989.                         | Лоран Фињон                            | Супер У-ралег—фиат        | Флавио Ђупони                | Ендрју Хемпсен            | [ 84 ]  |
| 1988.                         | Ендрју Хемпсен*                        | 7-Елевен—хонвед           | Ерик Брекинк                 | Урс Цимерман              | [ 85 ]  |
| 1987.                         | Стивен Роуч                            | Карера—џинс—вагабонд      | Роберт Милар                 | Ерик Брекинк              | [ 86 ]  |
| 1986.                         | Роберто Визентини                      | Карера—џинс—вагабонд      | Ђузепе Сарони                | Франческо Мозер           | [ 87 ]  |
| 1985.                         | Бернар Ино (3)                         | Ла вие Клер               | Франческо Мозер              | Грег Лемонд               | [ 88 ]  |
| 1984.                         | Франческо Мозер                        | Ђис ђелати—тук лу         | Лоран Фињон                  | Морено Арђентин           | [ 89 ]  |
| 1983.                         | Ђузепе Сарони (2)                      | Дел тонго—колнаго         | Роберто Визентини            | Алберто Фернандез         | [ 90 ]  |
| 1982.                         | Бернар Ино (2)                         | Рено—елф—житан            | Томи Прим                    | Силвано Контини           | [ 91 ]  |
| 1981.                         | Ђовани Батаљин                         | Инокспран                 | Томи Прим                    | Ђузепе Сарони             | [ 92 ]  |
| 1980.                         | Бернар Ино                             | Рено—житан                | Владимиро Паника             | Ђовани Батаљин            | [ 93 ]  |
| 1979.                         | Ђузепе Сарони                          | Скик —Ботекја             | Франческо Мозер              | Бернт Јохансон            | [ 94 ]  |
| 1978.                         | Јохан де Мојнк                         | Бјанки—фаема              | Ђанбатиста Баронкели         | Франческо Мозер           | [ 95 ]  |
| 1977.                         | Михел Полентир                         | Фландрија—велда           | Франческо Мозер              | Ђанбатиста Баронкели      | [ 96 ]  |
| 1976.                         | Феличе Ђимонди (3)                     | Бјанки—кампањоло          | Јохан де Мојнк               | Фаусто Бертољо            | [ 97 ]  |
| 1975.                         | Фаусто Бертољо                         | Јоли керамика             | Франсиско Галдос             | Феличе Ђимонди            | [ 98 ]  |
| 1974.                         | Еди Меркс (5)                          | Молтени                   | Ђанбатиста Баронкели         | Феличе Ђимонди            | [ 99 ]  |
| 1973.                         | Еди Меркс (4)                          | Молтени                   | Феличе Ђимонди               | Ђовани Батаљин            | [ 100 ] |
| 1972.                         | Еди Меркс (3)                          | Молтени                   | Хосе Мануел Фуенте           | Франсиско Галдос          | [ 101 ] |
| 1971.                         | Геста Петерсон                         | Ферети                    | Херман ван Спрингел          | Уго Коломбо               | [ 102 ] |
| 1970.                         | Еди Меркс (2)                          | Фаемино—фаема             | Феличе Ђимонди               | Мартин Вандебосхе         | [ 103 ] |
| 1969.                         | Феличе Ђимонди (2)                     | Салварани                 | Клаудио Микелото             | Итало Цилиоли             | [ 104 ] |
| 1968.                         | Еди Меркс‡                             | Фаема                     | Виторио Адорни               | Феличе Ђимонди            | [ 105 ] |
| 1967.                         | Феличе Ђимонди                         | Салварани                 | Франко Балмамион             | Жак Анкетил               | [ 106 ] |
| 1966.                         | Ђани Мота                              | Молтени                   | Итало Цилиоли                | Жак Анкетил               | [ 107 ] |
| 1965.                         | Виторио Адорни                         | Салварани                 | Итало Цилиоли                | Феличе Ђимонди            | [ 108 ] |
| 1964.                         | Жак Анкетил (2)                        | Сен Рафаел                | Итало Цилиоли                | Гвидо де Росо             | [ 109 ] |
| 1963.                         | Франко Балмамион (2)                   | Карпано                   | Виторио Адорни               | Ђорђо Цанканаро           | [ 110 ] |
| 1962.                         | Франко Балмамион                       | Карпано                   | Имерио Масињан               | Нино Дефилипис            | [ 111 ] |
| 1961.                         | Арналдо Памбјанко                      | Фидес                     | Жак Анкетил                  | Антонио Суарез            | [ 112 ] |
| 1960.                         | Жак Анкетил                            | Финсек—хелјет             | Гастоне Ненчини              | Шарли Гол                 | [ 113 ] |
| 1959.                         | Шарли Гол* (2)                         | ЕМИ                       | Жак Анкетил                  | Дијего Ронкини            | [ 114 ] |
| 1958.                         | Ерколе Балдини                         | Лењано                    | Жан Бранкар                  | Шарли Гол                 | [ 115 ] |
| 1957.                         | Гастоне Ненчини                        | Лео—клородонт             | Луизон Бобе                  | Ерколе Балдини            | [ 116 ] |
| 1956.                         | Шарли Гол*                             | Фаема-гвера               | Фјоренцо Мањи                | Агостино Колето           | [ 117 ] |
| 1955.                         | Фјоренцо Мањи (3)                      | Клемент—фукс              | Фаусто Копи                  | Гастоне Ненчини           | [ 118 ] |
| 1954.                         | Карло Клеричи                          | Гвера—урсус               | Хуго Коблет                  | Нино Асирели              | [ 119 ] |
| 1953.                         | Фаусто Копи (5)                        | Бјанки—пирели             | Хуго Коблет                  | Пасквале Форнара          | [ 120 ] |
| 1952.                         | Фаусто Копи (4)                        | Бјанки—пирели             | Фјоренцо Мањи                | Фердинанд Киблер          | [ 121 ] |
| 1951.                         | Фјоренцо Мањи (2)                      | Гана—урсус                | Рик ван Стенберген           | Фердинанд Киблер          | [ 122 ] |
| 1950.                         | Хуго Коблет*                           | Гана—урсус                | Ђино Бартали                 | Алфредо Мартини           | [ 123 ] |
| 1949.                         | Фаусто Копи* (3)                       | Бјанки—урсус              | Ђино Бартали                 | Ђордано Котур             | [ 124 ] |
| 1948.                         | Фјоренцо Мањи                          | Вилијер Тријестина        | Ецио Чеки                    | Ђордано Котур             | [ 125 ] |
| 1947.                         | Фаусто Копи (2)                        | Бјанки                    | Ђино Бартали                 | Ђулио Бреши               | [ 126 ] |
| 1946.                         | Ђино Бартали* (3)                      | Лењано—пирели             | Фаусто Копи                  | Вито Ортели               | [ 127 ] |
| 1941—1945. Други свјетски рат |                                        |                           |                              |                           |         |
| 1940.                         | Фаусто Копи                            | Лењано                    | Енрико Моло                  | Ђордано Котур             | [ 128 ] |
| 1939.                         | Ђовани Валети (2)                      | Фрејус                    | Ђино Бартали                 | Марио Вичини              | [ 129 ] |
| 1938.                         | Ђовани Валети*                         | Фрејус                    | Ецио Чеки                    | Северино Канавези         | [ 130 ] |
| 1937.                         | Ђино Бартали* (2)                      | Лењано                    | Ђовани Валети                | Енрико Моло               | [ 131 ] |
| 1936.                         | Ђино Бартали*                          | Лењано—волсит             | Ђузепе Олмо                  | Северино Канавези         | [ 132 ] |
| 1935.                         | Васко Бергамаски                       | Мајно—Ђирарденго          | Ђузепе Мартано               | Ђузепе Олмо               | [ 133 ] |
| 1934.                         | Леарко Гвера                           | Мајно—клемент             | Франческо Камусо             | Ђовани Кацулани           | [ 134 ] |
| 1933.                         | Алфредо Бинда* (5)                     | Лењано—клемент            | Јеф Демојсер                 | Доменико Пиемонтези       | [ 135 ] |
| 1932.                         | Антонио Пезенти                        | Волсит—иткинсон           | Јеф Демојсер                 | Ремо Бартони              | [ 136 ] |
| 1931.                         | Франческо Камусо                       | Глорија—иткинсон          | Луиђи Ђакобе                 | Луиђи Маркизио            | [ 137 ] |
| 1930.                         | Луиђи Маркизио                         | Лењано—пирели             | Луиђи Ђакобе                 | Алегро Гранди             | [ 138 ] |
| 1929.                         | Алфредо Бинда (4)                      | Лењано—торпедо            | Доменико Пиемонтези          | Леонида Фраскарели        | [ 139 ] |
| 1928.                         | Алфредо Бинда (3)                      | Волсит—пирели             | Ђузепе Панчера               | Бартоломео Ајмо           | [ 140 ] |
| 1927.                         | Алфредо Бинда (2)                      | Лењано—пирели             | Ђовани Брунеро               | Антонио Негрини           | [ 141 ] |
| 1926.                         | Ђовани Брунеро (3)                     | Лењано—пирели             | Алфредо Бинда                | Артуро Брешани            | [ 142 ] |
| 1925.                         | Алфредо Бинда                          | Лењано—пирели             | Костанте Ђирарденго          | Ђовани Брунеро            | [ 143 ] |
| 1924.                         | Ђузепе Енричи                          | Тим Италија               | Федерико Гај                 | Анђоло Габријели          | [ 144 ] |
| 1923.                         | Костанте Ђирарденго (2)                | Мајно                     | Ђовани Брунеро               | Бартоломео Ајмо           | [ 145 ] |
| 1922.                         | Ђовани Брунеро (2)                     | Лењано—пирели             | Бартоломео Ајмо              | Ђузепе Енричи             | [ 146 ] |
| 1921.                         | Ђовани Брунеро                         | Лењано—пирели             | Гаетано Балони               | Бартоломео Ајмо           | [ 147 ] |
| 1920.                         | Гаетано Балони                         | Бјанки                    | Анђело Гремо                 | Жан Алавоан               | [ 148 ] |
| 1919.                         | Костанте Ђирарденго                    | Стуки—данлоп              | Гаетано Балони               | Марсел Бис                | [ 149 ] |
| 1915—1918. Први свјетски рат  |                                        |                           |                              |                           |         |
| 1914.                         | Алфонсо Калцолари                      | Стуки—данлоп              | Пјерино Албини               | Луиђи Лукоти              | [ 150 ] |
| 1913.                         | Карло Оријани                          | Мајно                     | Еберардо Павези              | Ђузепе Ацини              | [ 151 ] |
| 1912.                         | Тим Атала                              | Атала—данлоп              | Пежо                         | Ђерби                     | [ 153 ] |
| 1911.                         | Карло Галети (2)                       | Бјанки                    | Ђовани Росињоли              | Ђовани Ђерби              | [ 154 ] |
| 1910.                         | Карло Галети                           | Атала—континентал         | Еберардо Павези              | Луиђи Гана                | [ 155 ] |
| 1909.                         | Луиђи Гана                             | Атала—данлоп              | Карло Галети                 | Ђовани Росињоли           | [ 156 ] |

## Вишеструки побједници
| Позиција | Бициклиста           | Број побједа | Године                       |         |
| -------- | -------------------- | ------------ | ---------------------------- | ------- |
| 1.       | Алфредо Бинда        | 5            | 1925, 1927, 1928, 1929, 1933 | [ 157 ] |
| 1.       | Фаусто Копи          | 5            | 1940, 1947, 1949, 1952, 1953 | [ 158 ] |
| 1.       | Еди Меркс            | 5            | 1968, 1970, 1972, 1973, 1974 | [ 159 ] |
| 4.       | Ђовани Брунеро       | 3            | 1921, 1922, 1926             | [ 160 ] |
| 4.       | Ђино Бартали         | 3            | 1936, 1937, 1946             | [ 161 ] |
| 4.       | Фјоренцо Мањи        | 3            | 1948, 1951, 1955             | [ 162 ] |
| 4.       | Феличе Ђимонди       | 3            | 1967, 1969, 1976             | [ 163 ] |
| 4.       | Бернар Ино           | 3            | 1980, 1982, 1985             | [ 164 ] |
| 9.       | Карло Галети         | 2            | 1910, 1911                   | [ 165 ] |
| 9.       | Константе Ђирарденго | 2            | 1919, 1923                   | [ 166 ] |
| 9.       | Ђовани Валети        | 2            | 1938, 1939                   | [ 167 ] |
| 9.       | Шарли Гол            | 2            | 1956, 1959                   | [ 168 ] |
| 9.       | Жак Анкетил          | 2            | 1960, 1964                   | [ 169 ] |
| 9.       | Франко Балмамион     | 2            | 1962, 1963                   | [ 170 ] |
| 9.       | Ђузепе Сарони        | 2            | 1979, 1983                   | [ 171 ] |
| 9.       | Мигел Индураин       | 2            | 1992, 1993                   | [ 172 ] |
| 9.       | Иван Готи            | 2            | 1997, 1999                   | [ 173 ] |
| 9.       | Ђилберто Симони      | 2            | 2001, 2003                   | [ 174 ] |
| 9.       | Паоло Саволдели      | 2            | 2002, 2005                   | [ 175 ] |
| 9.       | Иван Басо            | 2            | 2006, 2010                   | [ 176 ] |
| 9.       | Алберто Контадор     | 2            | 2008, 2015                   | [ 177 ] |
| 9.       | Винченцо Нибали      | 2            | 2013, 2016                   | [ 178 ] |

### Побједе по државама
| Позиција | Држава          | Број побједа |
| -------- | --------------- | ------------ |
| 1.       | Италија         | 69           |
| 2.       | Белгија         | 7            |
| 3.       | Француска       | 6            |
| 4.       | Шпанија         | 4            |
| 5.       | Швајцарска      | 3            |
| 5.       | Русија          | 3            |
| 5.       | УК              | 3            |
| 7.       | Луксембург      | 2            |
| 7.       | Колумбија       | 2            |
| 7.       | Словенија       | 2            |
| 10.      | САД             | 1            |
| 10.      | Република Ирска | 1            |
| 10.      | Шведска         | 1            |
| 10.      | Канада          | 1            |
| 10.      | Холандија       | 1            |
| 10.      | Еквадор         | 1            |
| 10.      | Аустралија      | 1            |
| 10.      | Словенија       | 1            |